# Hemiphormosoma
Hemiphormosoma is een geslacht van zee-egels uit de familie Phormosomatidae.

## Soorten
- Hemiphormosoma paucispinum Mortensen, 1934